# Кабардино-Балкарська автономна область
Кабардино-Балкарська автономна область, Кабардино-Балкарська АО (кабард. Къэбэрдей-Балъкъэр AО
, карач.-балк. Къабарты-Малкъар АО) — адміністративно-територіальна одиниця в РРФСР, що існувала в 1922–1936 роках.
Адміністративний центр — місто Нальчик.

## Історія
Кабардино-Балкарську АО утворено 16 січня 1922 року шляхом об'єднання Кабардинської АО і Балкарського НО Горської АРСР.
З 16 жовтня 1924 Кабардино-Балкарська АО у складі Північно-Кавказького краю.
5 грудня 1936 Кабардино-Балкарську АО перетворили в Кабардино-Балкарську АРСР і вивели зі складу Північно-Кавказького краю.

## Адміністративно-територіальний поділ[1]
На 1922 АО мала поділ на 5 округів: Баксанський, Балкарський, Нальчицький, Урванський, Малокабардинський.
У 1924 утворені Нагорний та Прималкинський округ, а ще через рік Козачий округ (проіснував до 1928 року).
30 вересня 1931 всі округи області перетворені в райони.
У 1935 скасовано Балкарський район, утворено Курпський, Чегемський, Черецький і Ельбруський райони, а Малокабардинський район перейменовано у Терський.
Станом на 28 січня 1935 до складу області входили 1 місто обласного підпорядкування:
- Нальчик

і 10 районів:
1. Баксанський — с. Баксан
2. Курпський — с. Гнаденбург
3. Нагорний — м П'ятигорськ (не входив до складу району)
4. Нальчицький — м Нальчик
5. Прималкинський — ст-ця Прохолодна
6. Терський — с. Терек
7. Урванський — с. Старий Черек
8. Чегемський — с. Нижній Чегем
9. Черецький — с. Кашхатау
10. Ельбруський — с. Гундель

## Населення
За результатами всесоюзного перепису населення 1926 року населення області становило 204 006.
Національний склад населення розподілявся таким чином:
| Національність | Населення, осіб | Кіл-сть % |
| -------------- | --------------- | --------- |
| Кабардинці     | 122 402         | 60,0      |
| Балкарці       | 33 197          | 16,3      |
| Українці       | 17 213          | 8,4       |
| Росіяни        | 15 344          | 7,5       |
| Осетини        | 4 078           | 2,0       |
| Кумики         | 3 505           | 1,7       |
| Німці          | 2 674           | 1,3       |
| Гебреї         | 1 473           | 0,7       |